# Terry Kinney
Terry Kinney (Lincoln, 29 gennaio 1954) è un attore e regista statunitense.

## Biografia
Kinney è nato a Lincoln, nell'Illinois, figlio di Elizabeth L. (nata Eimer), una centralinista, e Kenneth C. Kinney, supervisore di un'azienda di trattori. Ha frequentato l'Università statale dell'Illinois, a Normal, Illinois, dove è diventato amico di Jeff Perry, che lo ha portato a vedere una performance di Grease con Gary Sinise, riunendo per la prima volta i tre co-fondatori della Steppenwolf Theatre Company. Tra i membri fondatori della Steppenwolf Theatre Company, con Gary Sinise e Jeff Perry, ebbe un ruolo importante nel film Gli irriducibili, insieme a molti membri della Steppenwolf Theatre Company, diretta da Gary Sinise. È noto al pubblico come Tim McManus nella serie televisiva della HBO Oz.

## Vita privata
È stato sposato dal 1984 al 1988 con l'attrice Elizabeth Perkins e dal 1993 al 2006 con l'attrice Kathryn Erbe (la quale recitò anch'essa in Oz) dalla quale ha avuto una figlia e un figlio.

## Filmografia parziale

### Cinema
- Sette minuti in Paradiso (Seven Minutes in Heaven), regia di Linda Feferman (1985)
- Nessuna pietà (No Mercy), regia di Richard Pearce (1986)
- Gli irriducibili (Miles from Home), regia di Gary Sinise (1988)
- L'ultimo dei Mohicani (The Last of the Mohicans), regia di Michael Mann (1992)
- Ultracorpi - L'invasione continua (Body Snatchers), regia di Abel Ferrara (1993)
- Il socio (The Firm), regia di Sydney Pollack (1993)
- Il diavolo in blu (Devil in a Blue Dress), regia di Carl Franklin (1995)
- L'incredibile volo (Fly Away Home), regia di Carroll Ballard (1996)
- Sleepers, regia di Barry Levinson (1996)
- Oxygen, regia di Richard Shepard (1999)
- La casa della gioia (The House of Mirth), regia di Terence Davies (2000)
- Save the Last Dance, regia di Thomas Carter (2001)
- Promised Land, regia di Gus Van Sant (2012)
- November Criminals, regia di Sacha Gervasi (2017)
- Red Zone - 22 miglia di fuoco (Mile 22), regia di Peter Berg (2018)
- Ted Bundy - Fascino criminale (Extremely Wicked, Shockingly Evil and Vile), regia di Joe Berlinger (2019)
- Fino all'ultimo indizio (The Little Things), regia di John Lee Hancock (2021)

### Televisione
- The Laramie Project, regia di Moisés Kaufman - film TV (2002)
- Oz – serie TV, 55 episodi (1997-2003)
- The Unusuals - I soliti sospetti (The Unusuals) – serie TV, 10 episodi (2009)
- The Mentalist - serie TV, 6 episodi (2009)
- The Good Wife - serie TV, 3 episodi (2010)
- NYC 22 – serie TV, 13 episodi (2012)
- Elementary - serie TV, 1 episodio (2013)
- Billions – serie TV, 34 episodi (2016-2023)
- Inventing Anna - miniserie TV, 9 episodi (2022)
- The Watcher - miniserie TV, 7 episodi (2022)

## Doppiatori italiani
Nelle versioni in italiano delle opere in cui ha recitato, Terry Kinney è stato doppiato da:
- Antonio Sanna in Sleepers, Promised Land, The Mentalist
- Pasquale Anselmo in Oxygen, Billions, Red Zone - 22 miglia di fuoco
- Marco Mete ne Il diavolo in blu, Fino all'ultimo indizio
- Mino Caprio in L'incredibile volo, Law & Order - I due volti della giustizia
- Massimo Rinaldi ne La casa della gioia, The Good Wife
- Paolo Maria Scalondro in NYC 22, Inventing Anna
- Stefano De Sando in Show Me A Hero, Ted Bundy - Fascino criminale
- Sergio Di Stefano in Nessuna pietà
- Enrico Di Troia ne L'ultimo dei Mohicani
- Vittorio De Angelis ne Il socio
- Gianni Giuliano in Ultracorpi - L'invasione continua
- Gianni Bersanetti in Oz
- Ennio Coltorti in Save the Last Dance
- Maurizio Reti in CSI: NY (ep. 1x05)
- Saverio Indrio in CSI: NY (ep. 1x09)
- Pino Ammendola in Elementary
- Massimo De Ambrosis in Good Behavior
- Ambrogio Colombo in November Criminals
- Simone Mori in The Watcher